# Controlador de jogo
Um controlador de jogo é um dispositivo de entrada, ou periférico, usado para controlar um videojogo. Um controlador é normalmente conectado a um arcade, consola de jogos ou computador pessoal e pode ser um teclado, mouse/rato, comando de videojogos (gamepad), manípulo eletrónico (joystick), paddle ou qualquer dispositivo projetado para jogos que pode receber comandos. Alguns dispositivos especiais como volantes ou pistolas podem ser usados em jogos de corrida ou tiro. Alguns dispositivos como os teclados e ratos são, na verdade, dispositivos de entrada genéricos e o seu uso não se restringe a jogos.

## Tipos

### Comando de videojogos (gamepad)

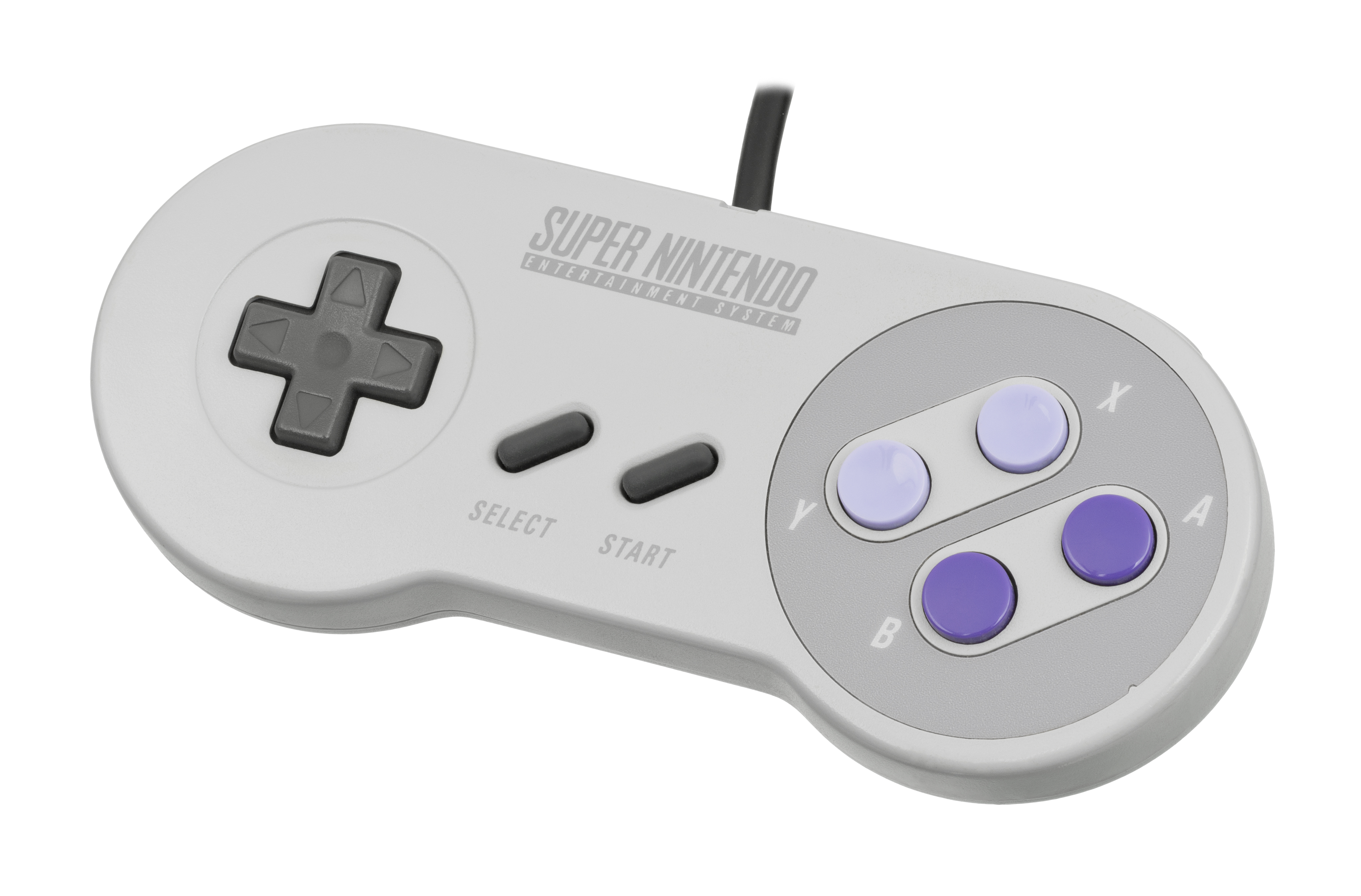
Gamepad do SNES.

Um gamepad, também conhecido como joypad, é um tipo de controlador de jogo para videogames segurado com as duas mãos, normalmente utilizando os dois polegares para acionar os botões. Geralmente possuem um conjunto de botões de ação acionados com a mão direita (normalmente o polegar) e um direcional comandado pelo polegar esquerdo.
O gamepad é o periférico de entrada mais comum nos consoles de videogame modernos, sendo fornecidos com os aparelhos. Além dos consoles, estão disponíveis também para PCs, apesar da maior popularidade da combinação de mouse e teclado entre os jogos para computadores.

### Paddle

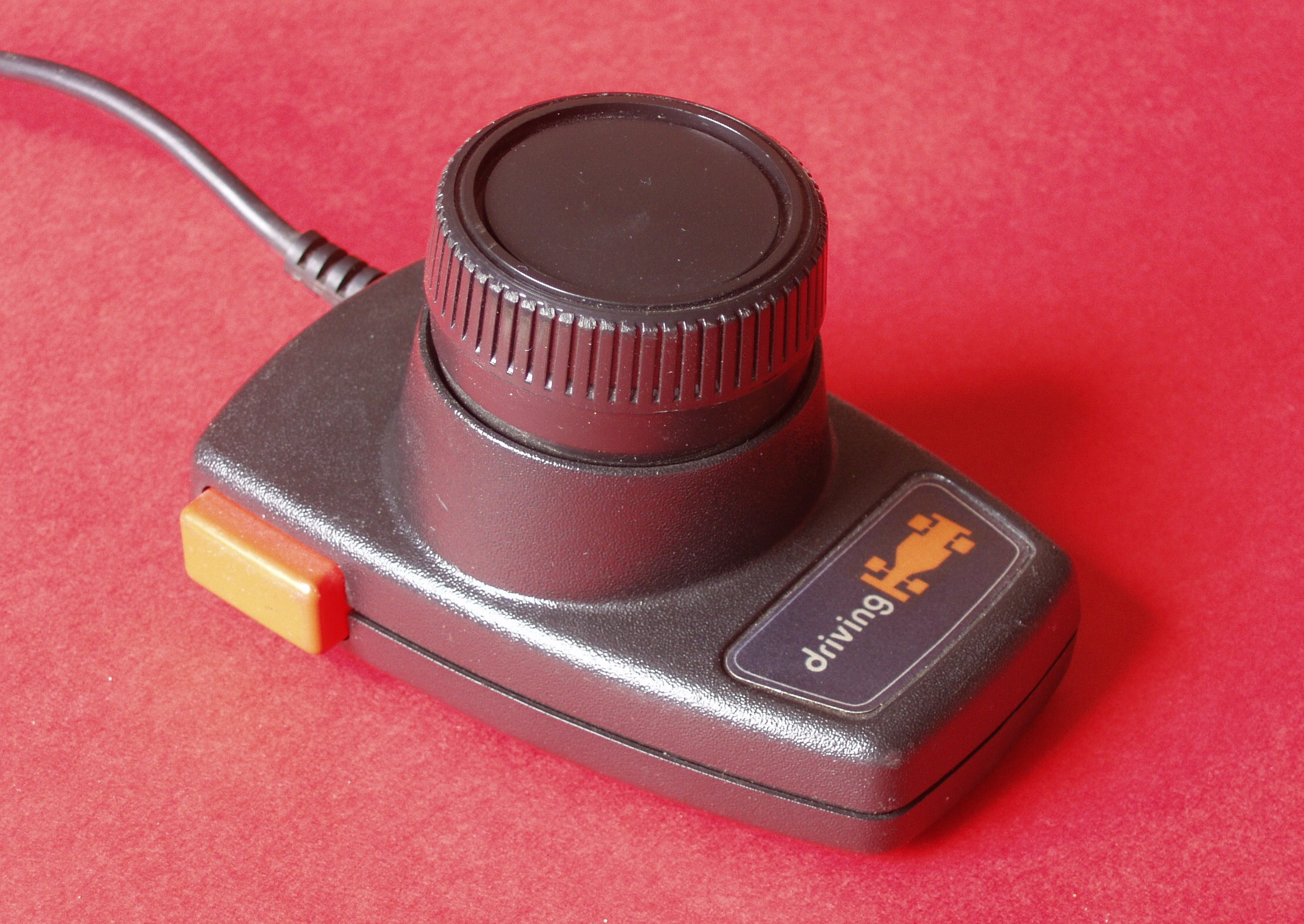
Paddle para Atari.

O paddle é um controlador que possui uma roda e um ou mais botões de ação. A roda é usada normalmente para controlar o movimento do jogador ou um objeto em um eixo da tela. Os paddles foram os primeiros controladores analógicos; mas caíram em desuso quando os jogos passaram a se diversificar do estilo de pong.

### Bola de comando (trackball)
Uma bola de comando é basicamente um rato/mouse de cabeça para baixo que é manipulado com a palma da mão ou a ponta dos dedos. Tem a vantagem de não precisar de muito espaço em mesa e possui uma velocidade de controle proporcional à capacidade de rolar a bola, sem se preocupar com espaço.

### Manípulo eletrónico (joystick)

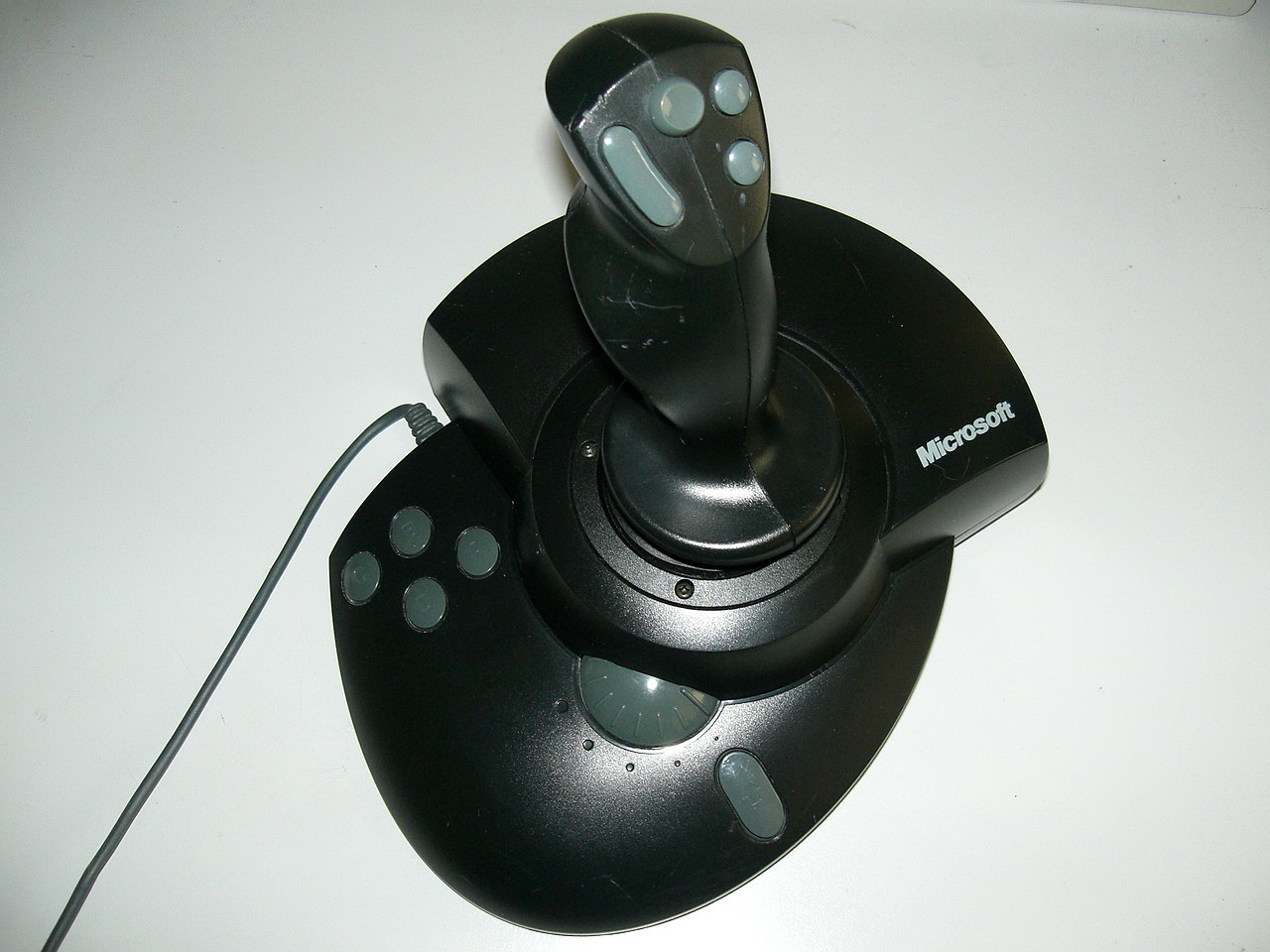
Joystick.

Os manípulos eletrónicos têm duas formas básicas, normalmente de acordo com o seu uso. Podem adotar o formato original de manche, como nos aviões, com respostas analógicas, acrescentando funções de controle de visão (POV), aceleração e outros recursos voltados para o uso com simuladores de voo. Pode ainda ser um direcional simples para quatro ou oito direções com um stick simples como os usados em arcades de luta.

### Volante

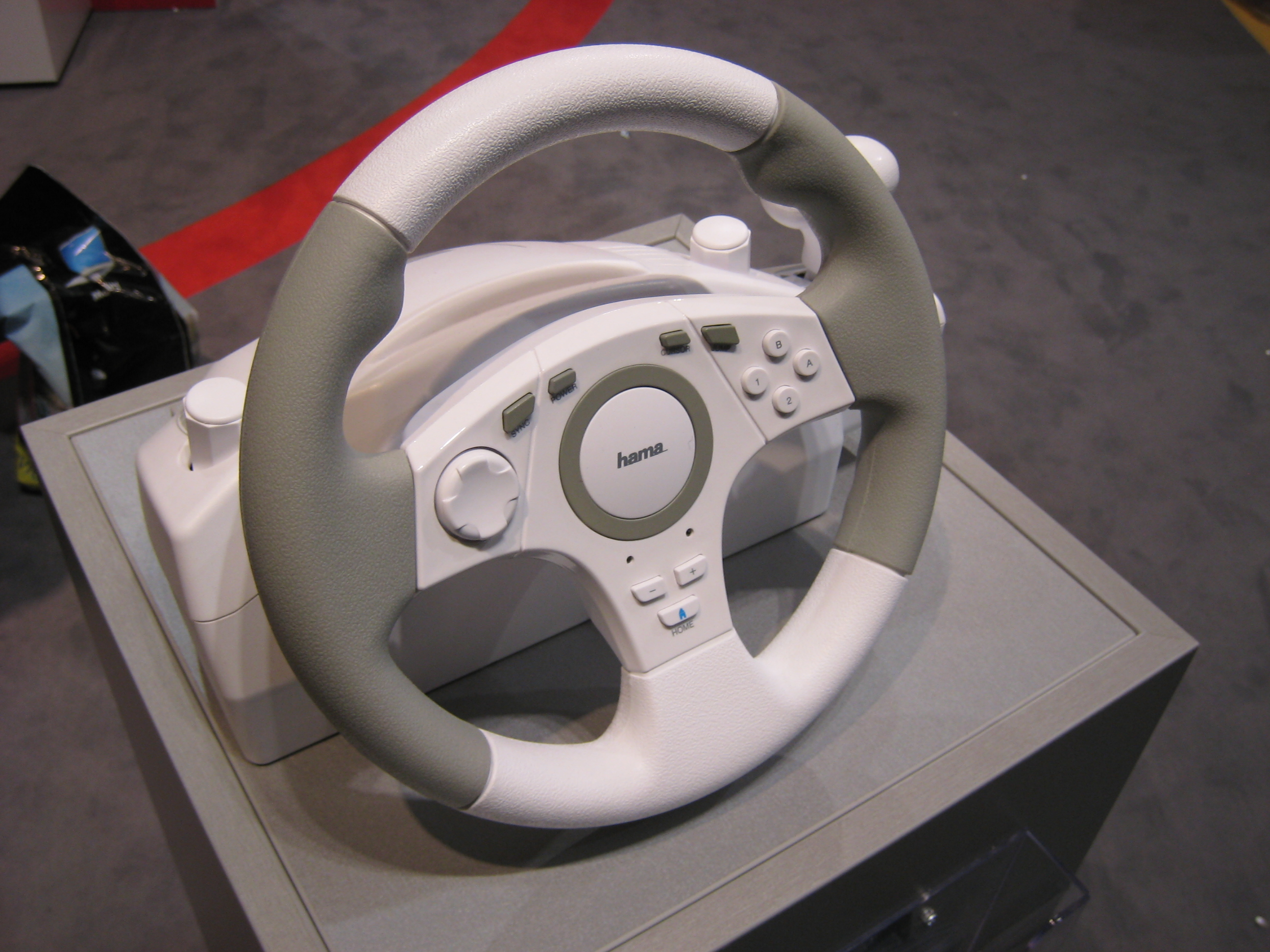
Volante para jogos eletrônicos.

Um volante ou direção é usado para simuladores de corrida como Gran Turismo, Forza Motorsport, e Live for Speed (não confundir com a série Need for Speed, que tem apenas alguns jogos com suporte a esse tipo de controlador, e somente as versões para PC/Windows[carece de fontes?]). Muitos possuem um motor que simula as forças contrárias e de resposta ao movimento (force feedback), mas nem sempre o efeito é real. Algumas indústrias oferecem modelos com um conjunto de pedais para controlar a aceleração, freio e eventualmente embreagem, e para estes modelos uma alavanca de câmbio. Finalmente, para os últimos, junto com a alavanca, alguns já trazem as "borboletas" de mudança de marchas atrás do volante.

### Teclado e rato/mouse

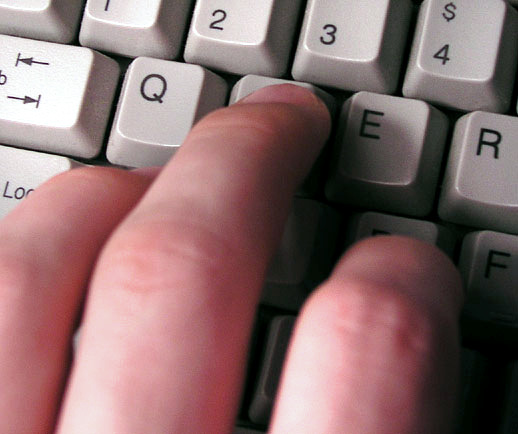
Teclado WASD.

Os teclados e ratos/mouses são dispositivos tradicionais em computadores pessoais e são ainda os principais meios de controlo para os jogos nessa plataforma, sendo que algumas consolas de jogos aceitam com teclados e ratos (como o Super NES Mouse para Super Nintendo) - geralmente pela porta USB. O teclado para computador possui a mesma disposição de teclas de uma máquina de escrever e foi projetado para a digitação de textos. Um rato é um dispositivo apontador usado em conjunto com o teclado. Nos jogos, o teclado normalmente controla o movimento da personagem enquanto o mouse é usado para controlar a câmera ou a mira.
O teclado numérico nos computadores também é usado para controlar jogos e pode ser encontrados em outros dispositivos, principalmente os consoles mais antigos, aos quais era conectado através de um joystick, gamepad ou paddle, como nos casos do Intellivision e Atari Jaguar.

### Ecrã tátil

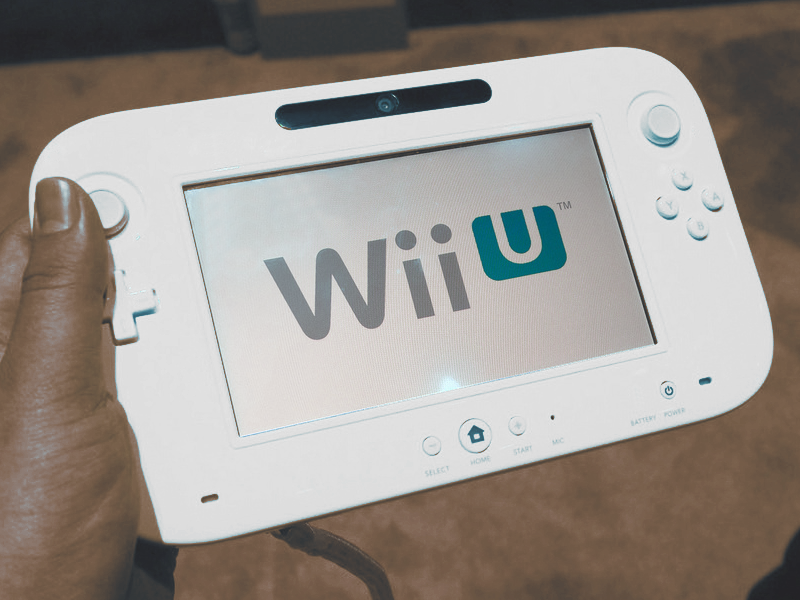
O Wii U GamePad com ecrã tátil.

O ecrã tátil ou tela de toque permite ao usuário interagir através do toque em uma tela, a interação pode ser feita através de uma caneta digital ou com os dedos, o primeiro console a usar um ecrã tátil foi o Game.com em 1997, outro console que usou o recurso foi o Tapwave Zodiac, mas a popularização veio com a Nintendo com o Nintendo DS em 2004, também são usados em outros sistemas como PDAs e smartphones. O Wii U GamePad também inclui um ecrã tátil.

### Controlos de movimento

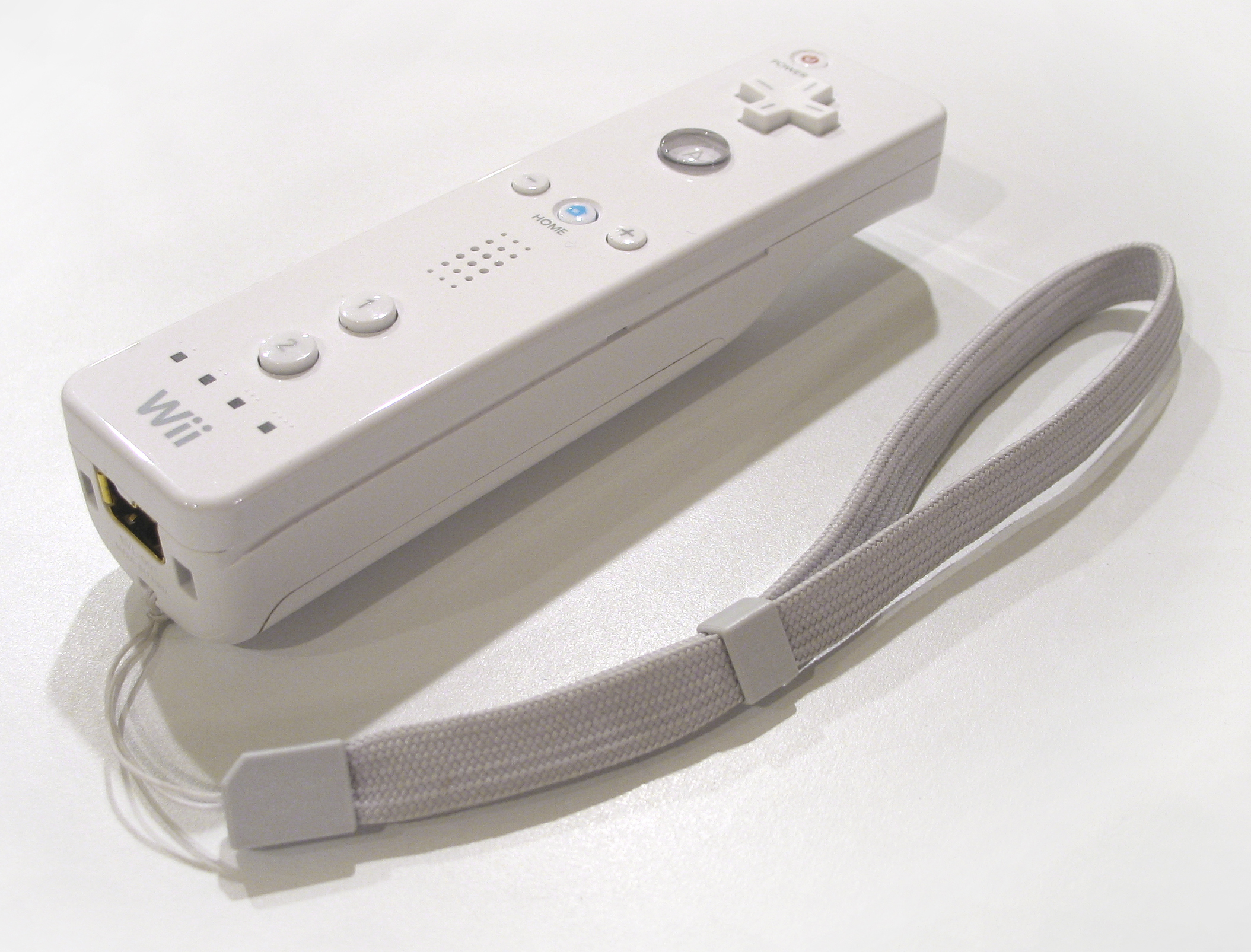
O Wii Remote.

Controlos de movimento permitem que a interação do jogo seja feita através de movimentos do jogador, alguns controle s de movimento foram produzidos durante a década de 1980 e 1990 sem sucesso devido a imprecisão dos sensores, o mais notável sucesso é o Wii Remote, controlador padrão do Wii lançado em 2006 com acelerômetros, o DualShock 3 do PlayStation 3 também teve o recurso, contudo, o exemplo mais famoso da Sony é o PlayStation Move.

### Controlador musical

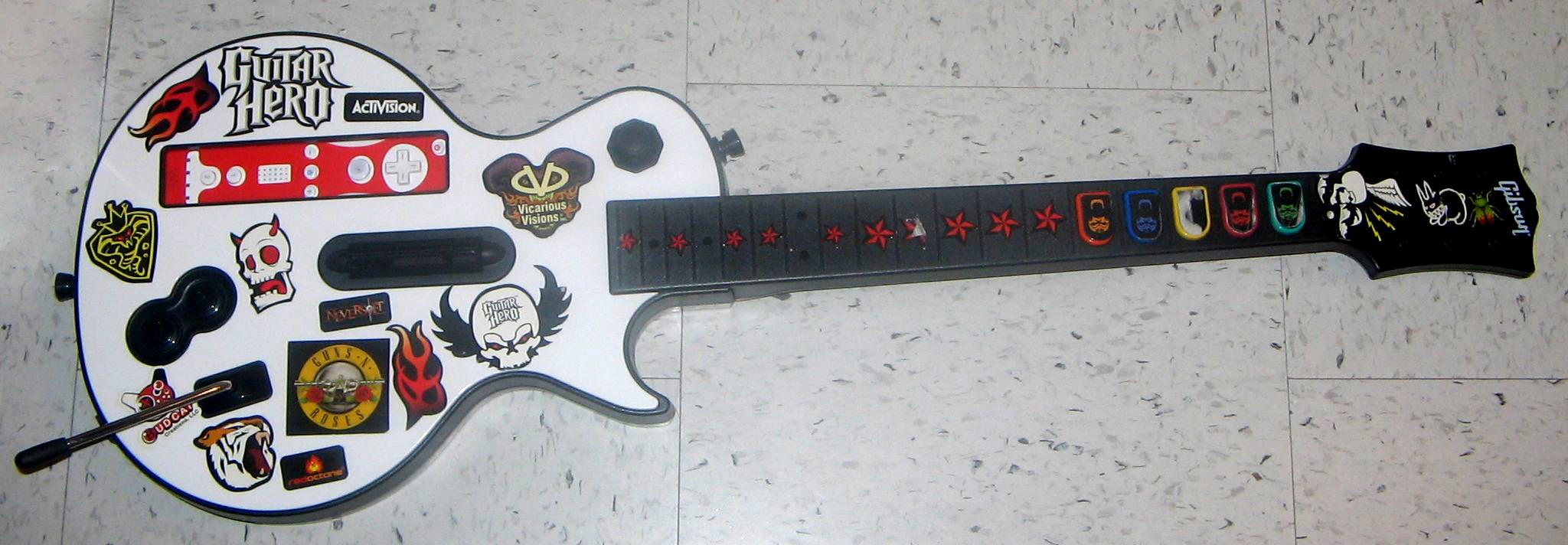
Guitarra usada em Guitar Hero 3.

Controlador que simula um instrumento musical como guitarra elétrica (Guitar Hero, Rock Band), instrumentos de percussão (bateria em DrumMania, bongos em Donkey Konga, maracas em Samba de Amigo), toca-disco (DJ Hero) e microfones para canto (SingStar, Lips).

### Pistola

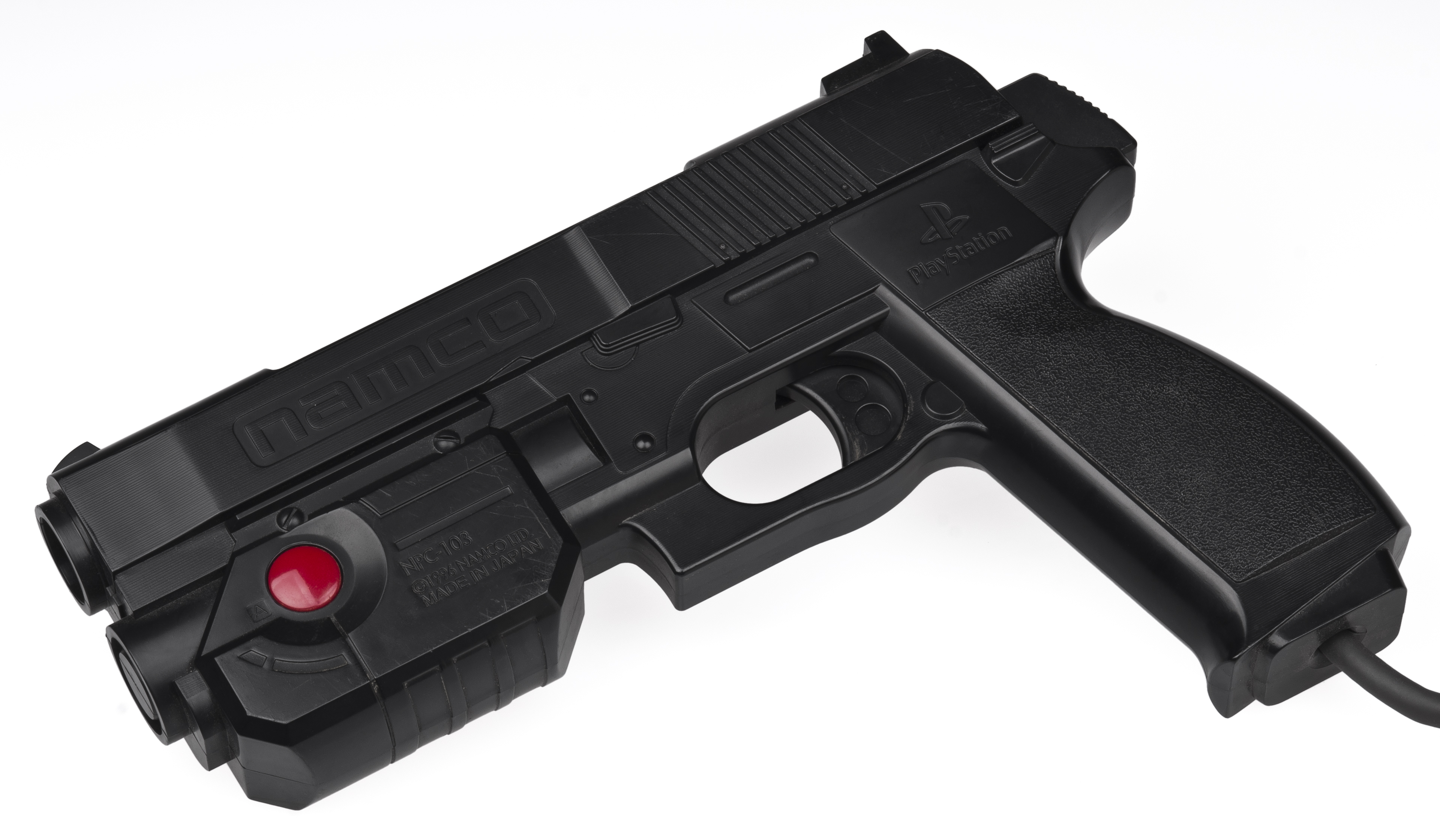
Pistola GunCon.

Pistolas eletrônicas sem munição, feitas exclusivamente para jogos eletrônicos. Normalmente ligadas por cabo ao console ou arcade, têm ótima precisão e capacidade de resposta, costumam ser usadas em jogos do gênero rail shooter e shooting gallery como Time Crisis e The House of the Dead.